# Verjacja
Verjacja, česky také Veriača, ukrajinsky Веряця, maďarsky Veréce, je obec v korolevském jednotném územním společenství v okresu Berehovo, v Zakarpatské oblasti na Ukrajině.

## Místní části
- Verjacja, 2032 obyvatel
- Horbky, 615 obyvatel[2]

## Historie
Území obce bylo osídlené již v pravěku. První písemná zmínka o této obci pochází z roku 1355. Do uzavření Trianonské smlouvy byla ves součástí Uherska, poté byla (pod názvem Veriača) součástí Československa. Od roku 1945 byla obec součástí Ukrajinské sovětské socialistické republiky, která byla jednou ze svazových republik Sovětského svazu, nakonec od roku 1991 je součástí samostatné Ukrajiny.